# Nacionalni park Planine Guadalupe
Nacionalni park Planine Guadalupe  (eng. Guadalupe Guadalupe Mountains) jedan je od 58 nacionalnih parkova smještenih na području Sjedinjenih Američkih Država.

## Zemljopisni podaci
Park se nalazi u planinama Guadalupe na zapadu savezne države Teksas. U sastavu parka se nalazi vrh Guadalupe koji je nadmorskom visinom od 2.667 m najviši vrh Teksasa. U sastavu parka se nalazi i planina El Capitan koja je svojevremeno služila kao orijentir ljudima koji su putovali tim krajevima. Osim ovih planina i kanjon McKittrick.

## Povijest
Kroz više od 10.000 godina planine Guadalupe su bile svjedokom neprekidnog tijeka povijesti ljudi ovog područja, uključujući krvave sukobe Mescalero indijanaca plemena Apača i vojske, dolazak rančera i ostalih doseljenika te u konačnici nastanka i osnutka današnjeg nacionalnog parka. Iz tog vremena, kao svojevrsno povijesno svjedočanstvo, ostali su rančevi Frijole i Williams te ruševine postaje Pinery.

## Vanjske poveznice
- http://www.guadalupe.mountains.national-park.com/  Arhivirana inačica izvorne stranice od 6. veljače 2010. (Wayback Machine)
- USA desert (engl.)

## Ostali projekti
|  | Zajednički poslužitelj ima stranicu o temi Nacionalni park Planine Guadalupe    |
|  | Zajednički poslužitelj ima još gradiva o temi Nacionalni park Planine Guadalupe |